# Нейромант (телесериал)
«Нейрома́нт» (англ. Neuromancer) — предстоящий американский научно-фантастический телесериал, основанный на одноимённом романе Уильяма Гибсона. Создателями сериала станут Грэм Роланд и Джей Ди Диллард. Премьера состоится на платформе Apple TV+.

## Сюжет
Хакер по имени Кейс вместе с наёмницей Молли занимается цифровым шпионажем и преступлениями с высокими ставками,  намереваясь совершить ограбление опасной корпорации.

## В ролях
- Каллум Тернер — Кейс
- Бриана Миддлтон[англ.] — Молли

## Производство
В феврале 2024 года компания Apple объявила о начале разработки телевизионной адаптации романа «Нейромант» Уильяма Гибсона. Создателями сериала станут Грэм Роланд и Джей Ди Диллард. Роланд и Диллард также станут исполнительными продюсерами, а Диллард вдобавок станет режиссёром пилотного эпизода. Заказано производство 10 эпизодов, премьера состоится на платформе Apple TV+.
На главную роль рассматривался Майлз Теллер. В апреле 2024 года на главную роль был утверждён Каллум Тернер. В июне того же года Бриана Миддлтон была утверждена на роль Молли.